# Damson Merryweather
Damson Merryweather es una variedad cultivar de ciruelo (Prunus domestica subsp. insititia), de las denominadas ciruelas europeas.
una ciruela obtenida antes de 1907 en los viveros de "Merryweather" en Southwell (Nottinghamshire), introducida en los circuitos comerciales en 1907.
Las frutas tienen un tamaño mediano, piel gruesa, ácida, siendo el color de la piel púrpura a violeta azulado, y pulpa de color verde amarillento, textura de pulpa firme, muy jugosa, tiene el sabor astringente que es el sello distintivo de la ciruela "damascena-damson".

## Historia
'Damson Merryweather' es una variedad de ciruela obtenida antes de 1907 en los viveros de "Merryweather" en Southwell (Nottinghamshire). Introducida en los circuitos comerciales en 1907. Fue galardonada con el «Award of Merit» (Premio al Mérito) por la "Royal Horticultural Society" en 1907, y un «First Class Certificate» (Certificado de Primera Clase) en 1913.
Se considera que es una cepa de la Prunus domestica subsp. insititia, en Inglaterra se las nombran como "Bullace" que generalmente se usa para referirse a ciruelas con forma esférica, a diferencia de las ciruelas "Damascenas"-"Damson" que se refieren a las que tienen  forma ovalada.
'Damson Merryweather' está cultivada en diversos bancos de germoplasma de cultivos vivos, tales como en National Fruit Collection (Colección Nacional de Fruta) de Reino Unido con el número de accesión: 1995-029 y Nombre Accesión : Damson Merryweather. El espécimen fue recibido en el «National Fruit Trials» (Probatorio Nacional de Frutas), para evaluar sus características en 1995.

## Características
'Damson Merryweather' árbol de porte extenso, como la mayoría de las ciruelas damascenas, también es un árbol resistente; de hecho, Merryweather es un árbol resistente incluso para los estándares de las ciruelas damascenas y puede prosperar en situaciones muy difíciles, es productivo, floración abundante. Autofértil. Flor blanca, que tiene un tiempo de floración que comienza a partir del 12 de abril con el 10% de floración, para el 17 de abril tiene una floración completa (80%), y para el 28 de abril tiene un 90% de caída de pétalos.
'Damson Merryweather' tiene una talla de tamaño mediano de forma ovalada, cavidad poco profunda, estrecha, abrupta, sutura pronunciada, una línea distinta; ápice redondeado, con peso promedio de 25.20 g; epidermis tiene una piel gruesa, ácida, siendo el color de la piel púrpura a violeta azulado, cubierto de pruina de mediano espesor, punteado pequeño, pocos; pedúnculo glabro, con una longitud promedio de 11.98 mm, grueso, pubescente, bien adherido al fruto con la cavidad del pedúnculo estrecha y apenas pronunciada; pulpa de color verde amarillento, textura de pulpa firme, muy jugosa, tiene el sabor astringente que es el sello distintivo de la ciruela "damascena-damson".
Hueso adherido, irregular y ampliamente ovada, aplanada, áspera, ligeramente comprimida y con cuello en la base, roma o aguda en el ápice, sutura ventral estrecha, alada, sutura dorsal aguda o levemente surcada.
Su tiempo de recogida de cosecha es tardía, se inicia en su maduración a finales de septiembre.

## Usos
Esta ciruela es bien conocida en diversas regiones de Inglaterra, donde se usa como cortavientos para delimitar parcelas. Hace unos muy buenos guisos, licores, mermeladas, empanadas, y para congelación.